# ソク・チャンラクスメイ
ソク・チャンラクスメイ（クメール語: សុខ ចាន់រស្មី、1992年1月10日 - ）は、カンボジアの元サッカー選手。元カンボジア代表。現役時代のポジションはフォワード（FW）。

## 来歴
プレア・カン・リーチFCのユース出身で2010年にトップチームに昇格した。その後2013年にカンボジアンタイガーFCに移籍、2016年に国防省FCに移籍した。

### 代表歴
2013年3月24日のAFCチャレンジカップ2014予選のフィリピン代表戦で初出場2014年9月20日のマレーシア代表との親善試合で初得点。
2014 AFFスズキカップ予選では東ティモール代表相手にハットトリックを達成、カンボジア代表は彼以外に得点が無かったものの3-2で東ティモールに勝利し、この勝利の立役者となった。

## 個人成績
代表での得点一覧
| #  | 日附           | 場所                                                 | 対戦相手     | 得点 | 結果 | 大会                     |
| -- | -------------- | ---------------------------------------------------- | ------------ | ---- | ---- | ------------------------ |
| 1. | 2014年9月20日  | シャー・アラム・シャー・アラム・スタジアム           | マレーシア   | 1–3  | 1–4  | 親善試合                 |
| 2. | 2014年10月12日 | ヴィエンチャン・ニュー・ラオス・ナショナルスタジアム | ラオス       | 2–2  | 2–3  | 2014 AFFスズキカップ予選 |
| 3. | 2014年10月16日 | ヴィエンチャン・ニュー・ラオス・ナショナルスタジアム | 東ティモール | 1–2  | 3–2  | 2014 AFFスズキカップ予選 |
| 4. | 2014年10月16日 | ヴィエンチャン・ニュー・ラオス・ナショナルスタジアム | 東ティモール | 2–2  | 3–2  | 2014 AFFスズキカップ予選 |
| 5. | 2014年10月16日 | ヴィエンチャン・ニュー・ラオス・ナショナルスタジアム | 東ティモール | 3–2  | 3–2  | 2014 AFFスズキカップ予選 |